# Televideo

Schermata della pagina 100 di Televideo nel 2011

Il Televideo è il servizio teletext della Rai. Consente di trasmettere all'utente pagine di informazioni e servizi, sul televisore e online. 
Nella lingua italiana il termine Televideo viene spesso usato come sinonimo per designare il sistema teletext, e, quindi, anche servizi analoghi veicolati da emittenti private. Il servizio teletext è potenzialmente capace di contenere 800 pagine "statiche" e un numero pressoché infinito di sottopagine "rolling" di informazione. 
Il servizio Televideo, dalla pagina 100 alla pagina 399, è gestito dalla Testata Giornalistica Rai News, diretta da Paolo Petrecca, sotto la cui responsabilità rientrano anche Rai News 24 e il portale on line Rainews.it. Le pagine dalla 400 alla 899 sotto la responsabilità della Direzione Rai Pubblica Utilità, diretta da Giuseppe Sangiovanni già vicedirettore di Televideo dal 2007 al 2013.
Una ricerca commissionata dalla Rai nel 2021 sulla corporate reputation dell'azienda ha evidenziato come il Televideo fosse ancora percepito positivamente dall'utenza, soprattutto perché ritenuto affidabile e facile da utilizzare. 
Il Televideo, tra nazionale e regionale (quest'ultimo irradiato su Rai 3), pubblica più di 16 mila pagine al giorno.

## Storia

### Le prime sperimentazioni in Italia
Nell'estate del 1979 la Rai comincia a valutare la possibilità di dotarsi di un servizio teletext, seguendo una linea propria dei servizi pubblici europei. L'obiettivo è di creare un servizio d'informazione complementare a quello delle testate giornalistiche delle tre reti televisive. Per dargli una riconoscibilità - sulla scorta di quanto già fatto alla BBC con il Ceefax, da ARD/ZDF con il Videotext o da TF1/A2 con Antiope - fu chiamato, dopo qualche iniziale indecisione, "Televideo".

### Le prove in Italia
La primissima fase sperimentale d'irradiamento del teletext, autorizzata dal Ministero delle Poste e Telecomunicazioni, parte il 30 marzo 1981 nel Piemonte occidentale e in Valle d'Aosta. Il laboratorio ricerche RAI di Torino (poi divenuto CRIT) provvede a inserire nelle linee di intervallo verticale del segnale delle reti Rai, prelevato in dorsale proveniente da Roma, un rudimentale teletext (il cui terminale è situato nel laboratorio stesso). È composto da una decina di pagine di prova, fra cui un monoscopio con tutti i simboli, e serve a verificare la compatibilità con l'alfabeto italiano dei decodificatori teletext già disponibili su alcuni televisori venduti all'estero, e il clock cracker, ovvero una pagina con 23 righe uguali, caratterizzate dall'alternarsi di due simboli predefiniti, utile per valutare il rapporto fra qualità della decodifica dei dati teletext e livello del segnale televisivo ricevuto. Il segnale viene convogliato infine nei trasmettitori di Torino e Valle d'Aosta in modo da testare il servizio sul campo in varie condizioni di ricezione.
Da aprile a giugno 1982, la mattina dopo il monoscopio e prima dell'inizio dei programmi, viene trasmesso un "rullo" di alcune pagine dimostrative con lo scopo di sondare il gradimento dei telespettatori per un'eventuale introduzione del servizio. Si sfruttano le ore mattutine allora non occupate da trasmissioni, nelle quali si effettuavano prove tecniche. Una voce fuori campo (alternandosi con brani musicali easy listening) annuncia l'inizio della fase sperimentale. 
Questa fase serve a verificare il gradimento del pubblico, che test e focus group confermano. Il servizio piace perché si modella su esigenze personali, permette di scegliere i contenuti, è continuamente aggiornato e dà informazioni di utilità concreta e immediata, diverse quindi da quelli di giornali e tv.
La Rai inizia ad organizzare una redazione dedicata e autonoma rispetto alle tre testate giornalistiche preesistenti, e il personale incaricato dell'impaginazione in vista del lancio del servizio e della diffusione veicolata all'interno del segnale tv: non più soltanto "simulata" come nella fase di sperimentazione e dunque pienamente fruibile dall'utenza.

### La presentazione a Portobello
L’azienda si preoccupa anche di comunicare al pubblico il lancio del nuovo servizio. Nel corso della puntata del 22 aprile 1983 di Portobello, in onda su Rai 2, il conduttore Enzo Tortora annuncia in diretta l'imminente avvento del Televideo. Accanto a lui un moderno televisore di fascia alta della Seleco, dotato di un decodificatore per il teletext. Tortora mostra praticamente come funziona il nuovo servizio e poi si collega con i redattori di Televideo che presentano il loro sistema di lavoro (nella circostanza vennero anche scritte delle pagine in tempo reale). Antonio Capocasa, direttore dell'Ufficio Marketing della RAI, sottolinea la gratuità del servizio e ribadisce la necessità di dotarsi di televisori muniti di decoder, che - preconizza - nel giro di pochi anni diventeranno di uso comune.

#### La prima volta del Televideo in televisione
Portobello mostra per la prima volta, in prima serata, l'indice generale del Televideo - la pagina 100 - , suddiviso in due colonne e 18 sezioni. Nella prima colonna sono descritti i due capitoli, nella seconda gli argomenti delle sezioni: il primo capitolo, in caratteri azzurri su fondo blu, classifica Informazioni & Varietà, includendo le pagine da 101 a 174, mentre Servizi, sempre in caratteri azzurri su fondo blu, racchiude le rimanenti pagine da 175 a 195. In alto, nella pagina Indice, accanto al logo RAI, la scritta TELEVIDEO. Sotto al logo, due strisce in bianco includono le voci delle prime due sezioni, mentre un'altra striscia, rossa, chiude l'intera pagina.

### L'inaugurazione del servizio
Con la presentazione ufficiale nella primavera 1983, inizia la fase di pre-esercizio di Televideo basata su cento pagine, fruibile su Raiuno e Raidue da un ristretto campione di utenti selezionati.
Va ricordato che l’anno prima, in attesa della scelta dello standard da adottare e per tutelare i consumatori, un decreto del Ministero delle Poste e Telecomunicazioni aveva vietato fino al termine del 1983 la vendita al pubblico di apparecchi dotati di decodificatore Televideo. L’entrata in servizio prevista in autunno slitta a gennaio 1984, in concomitanza con il trentennale dell'inizio del servizio televisivo regolare in Italia.
Il Televideo Rai viene quindi ufficialmente inaugurato il 15 gennaio 1984, con circa 200 pagine e ovviamente molte più sottopagine. Le trasmissioni partono da uno studio di Via Teulada in Roma, grazie al lavoro del gruppo guidato da Umberto Florean. Il sistema tecnologico impiega il sistema operativo RSX-11 plus installato su un computer MiniPDP prodotto dalla Digital Equipment. Il computer è dotato di 748 KB di RAM, Hard Disk removibili da 10 MB e floppy drive da 8". Tramite modem connessi alle porte RS232, possono essere collegati 64 terminali sia locali che remoti. Il sistema si può collegare per i test al centro di Valbonne, in Francia, e dimostra notevole affidabilità, anche grazie all'architettura software che consente l'interscambio tra modalità di trasmissione e editing delle pagine.
Il primo, spartano, indice generale, sempre alla pagina 100, include (precedute e seguite da righe colorate) 18 sezioni disposte in riga - dall'Ultim'Ora a Risparmio finanze e borse, passando per notizie, sport, giochi e vari altri argomenti di servizio - più una di servizio alla pagina 297 dove si spiega agli utenti muniti dei televisori compatibili come usare il servizio.
In questa prima fase, essendo pochi i televisori che consentono la ricezione del Televideo, bisogna dotarsi di una scheda apposita, ma col tempo il decoder televideo integrato diventerà una caratteristica di serie.
Inaugurato il servizio, nella primavera del 1984, l'indice generale viene modificato. Gli argomenti sono suddivisi in 5 macro-sezioni, caratterizzate da un colore diverso ciascuna:  l'informazione in bianco, il magazine in verde, l'intrattenimento in ciano, l'utilità in magenta, in giallo i servizi, facendo slittare gli avvisi agli utenti (destinati ad aumentare) alla pagina 308.
Nell'estate, con la piena entrata in funzione del servizio, si verifica un sostanziale incremento delle pagine disponibili - più del doppio, quasi 500 - che comporta un ulteriore spostamento di alcune rubriche. Le istruzioni per l'uso del Televideo sono trasferite alla pagina 600.
Dal 1986 le trasmissioni vengono collocate nella sede Rai di Piazza Montegrappa. All'ultimo piano, viene realizzata la prima Sala Controllo, centralizzandovi le redazioni giornalistica e i servizi.
Televideo inizia anche a proporre la lettura dei dati Auditel e dal 10 novembre 1988, a quasi 5 anni dalla sua attivazione, subisce un restyling con una razionale disposizione delle sezioni. Viene cancellata la sottopagina iniziale della pagina 100 (la copertina con il logo ufficiale del Televideo Rai) e un nuovo indice suddivide le sezioni in blocchi di 100 pagine: dalla pagina 200, che prima era destinata alle previsioni del tempo, lo sport; dalla 300 economia, impresa e finanza; dalla 400 meteo, trasporti e viabilità; dalla 500 tv, spettacolo e cultura; dalla 600 magazine; infine, dalla 700, scuola, lavoro e pensioni. Viene anche modificata l'impaginazione grafica.
A fine luglio 1990 ancora un altro restyling dovuto all’ entrata a regime del servizio Telesoftware (le pagine dalla 800 in poi, dedicate ai non vedenti, alla diffusione di software informatici, e a servizi dati per utenze business) dopo tre anni di sperimentazione. Rinnovata la pagina iniziale, resta la suddivisione in sezioni del 1988 e si aggiunge la pagina 750 con, appunto, il Telesoftware e, dall'autunno, la 350 con informazioni su Stato e Parlamento. Viene anche introdotto un nuovo stile grafico (tabelle blu su sfondo ciano).
Nel marzo del 1992 il Televideo suddivide l'indice in due sottopagine: la prima, "Testata", contiene le categorie d'informazione, sport, pronostici e notizie economiche; la seconda, "Servizi", comprende le sezioni di utilità come meteo, spettacolo, salute, lavoro.
Via via cresce la diffusione, per diversi motivi: il miglioramento dell'aspetto editoriale (come l'uso massiccio del cosiddetto "rullo", cioè delle sottopagine visibili a rotazione), la cessazione nel 1994 del Videotel (il servizio videotex della SIP che utilizzava la telefonia fissa) a causa dell’alto numero di truffe, dei pochi abbonamenti e dei costi elevati per l'utente e soprattutto per l'abbassamento del prezzo dei decoder. Viene anche risolta la difficolta per l’utente di consultare un indice suddiviso in due parti, non avendo tutti i televisori la possibilità di selezione diretta delle sottopagine. Dal 1º marzo 1994 l'indice è contenuto in una sola pagina. Ristilizzato nell'ottobre 1995, resterà invariato fino al 14 dicembre 2000, quando la pagina iniziale inizia a seguire lo schema "a fascicoli": indice delle categorie fisso a sinistra e argomenti sulla destra che cambiano con le sottopagine. Nel 2003 la sezione sportiva riceve una revisione dei contenuti.
Nel settembre 2012, la Rai progetta una fusione di testate tra Rai News e il Televideo, affidando il compito di pianificarla al vicedirettore generale Antonio Marano. La redazione del canale all-news, diretto da Corradino Mineo, è in forte polemica con i vertici aziendali a causa della pochezza di mezzi nella quale si trova a operare e lamenta altresì ingerenze unilaterali e limitazioni nell'autonomia editoriale del canale. Il progetto (come tanti altri) viene momentaneamente bloccato.
Da marzo 2013 Antonio Bagnardi lascia dopo quasi 11 anni l'incarico di direttore del Televideo, che passa ad interim a Monica Maggioni, già a capo di RaiNews24. Il 13 giugno il CDA Rai ratifica la fusione della redazione del Televideo con quella del canale all-news, con la Maggioni alla direzione. La parte Servizi, rinominata "Nucleo Coordinamento Pagine di Servizio e Sottotitoli", con le risorse e le attività funzionali non giornalistiche inquadrate nella Direzione Televideo, affidato a Giuseppe Sangiovanni (Vicedirettore), è stato riallocato nell'ambito della Direzione Produzione TV. L’attività del nucleo era dedicata alla definizione delle pagine di Servizio del Televideo Nazionale e dell’intera offerta del Televideo Regionale (declinata nelle sue 21 sedi).
Dal 1º dicembre la responsabilità del servizio è avocata stabilmente alla struttura Rai News e quindi al relativo direttore.
Il 20 novembre 2015, la Struttura Servizi di Pubblica Utilità, assume la responsabilità delle pagine non giornalistiche del teletext, dalla pagina 400 in poi. In questo asset organizzativo confluiscono nei due anni successivi anche Meteo, Infomobilità e, a completamente della filiera di servizio per i disabili sensoriali, anche audiodescrizioni e informazioni sulla LIS (Lingua dei Segni Italiana).
Nel corso del 2023 Rai ha aggiornato il sistema di produzione delle pagine Televideo sostituendo la vecchia tecnologia client-server con una nuova piattaforma che mette a disposizione degli operatori della redazione un'interfaccia utente web-based sviluppata in linguaggio HTML 5.
Nel 2024, in occasione dei 40 anni del Televideo, Rai News 24 per la parte giornalistica e Rai Pubblica Utilità per la parte dei servizi hanno introdotto una serie di iniziative celebrative.

## Descrizione
Il Televideo è disponibile nella versione nazionale sulle frequenze di tutti i canali Rai eccetto Rai 3, canale sul quale è invece possibile consultare le edizioni regionali, che sono 21, in quanto il Trentino-Alto Adige possiede due redazioni, una per la provincia autonoma di Trento e l'altra per quella di Bolzano. 
Questo sistema ha un limite: poiché le normative tecniche dei sintonizzatori tv non hanno mai reso obbligatoria la memorizzazione delle pagine ricevute, il contenuto di una pagina deve essere continuamente ritrasmesso ogni 20 secondi, anche quando non è cambiato in questo intervallo. Alcuni televisori di nuova generazione, tuttavia, consentono di accedere alle pagine già visualizzate, per ridurre il tempo di consultazione.
Questo difetto nel 1985 era giustificato dall'alto costo delle memorie RAM, ma attualmente non lo è più. Ogni pagina statica (ad es. la 501) può contenere 100 rolling, mentre, se venissero memorizzate, il numero di pagine consultabili arriverebbe a 80.000. Tutto questo al costo di una RAM da 80 MB, dunque con una soluzione informativa che oggi ha un bassissimo costo.
Dal 2008, sia il Televideo nazionale sia quelli regionali sono fruibili gratuitamente anche sul sito web ufficiale realizzato dalla direzione Rai Nuovi Media e da RaiNet. Dal 17 giugno 2010 il Televideo nazionale è disponibile anche su quasi tutti i canali del digitale terrestre della Rai. Da ottobre 2010  lo è anche su questi canali (ad eccezione di Rai News, su cui è arrivato nel tardo 2012) nelle aree di switch-off. Televideo si trova anche nelle versioni di tutti i canali Rai trasmessi sul satellite Eutelsat 13° est e anche nelle versioni dei tre canali in HD. Tutti i canali Rai 3 TGR, trasmessi dal satellite Eutelsat 13° est solo nella piattaforma Tivùsat, sono dotati del Televideo regionale.
Ancora in quegli anni il sito internet di Televideo, completamente rinnovato, conquistava da solo oltre il 55% del traffico complessivo dell’informazione Rai, con 146 milioni di pagine viste e quasi 600 mila utenti unici al mese.

## Contenuti e struttura
I contenuti di Televideo sono vari, dalle notizie ai servizi di pubblico interesse - alcuni anche in convenzione con le pubbliche amministrazioni - al meteo, ai libri, allo sport e molto altro.
La pagina principale, alla quale si accede sintonizzandosi su un canale Rai nazionale e premendo il pulsante di attivazione del teletext sul telecomando televisivo, è la numero 100, che contiene un indice generale dei contenuti.

### Notizie
Le informazioni giornalistiche di Televideo sono raggruppate sotto la denominazione Notizie. Alla 101, la pagina di punta Ultim'ora fornisce le ultime notizie in tempo reale, che si possono leggere nel "rullo" (termine tecnico con cui si indica una pagina che ne contiene diverse al suo interno) di pagina 102 a gruppi di tre. Alla 103 si trova la Prima Pagina con le notizie principali del giorno.  Se avviene un fatto molto importante, viene attivata la pagina 110 Primo Piano. Seguono gli indici tematici: la sezione Politica  a pag. 120, l'Economia a pag. 130, (mentre la Borsa fa parte della sezione Economia a pag. 300), la Cronaca italiana a pag. 140, gli Esteri a pag. 150, le Culture a pag. 160. Alcuni grandi eventi nazionali e internazionali, e le elezioni politiche possono essere inseriti nello Speciale alle pagine 180 e190. La rassegna stampa si trova alla 105, le curiosità e l'Almanacco del giorno alla 800.

### Sport
La sezione Sport comincia alla pagina 200 con una schermata-guida, nella quale è visualizzato un indice dei contenuti.
Per EURO 2024, le pagine in precedenza delicate alla Serie A sono state sostituite da una sezione speciale riguardante gli europei.
- A pagina 201 inizia la sezione sul calcio, che presenta le notizie principali con il numero della pagina relativa alla notizia. Le pagine da 202 a 208 contengono i tabelloni, i risultati e la classifica di Serie A. Da pagina 209 a pagina 213 sono presenti quelli della Serie B, dalla 214 alla 217 quelli della Serie C e a 219 quelli della Serie A di calcio a 5. A pagina 220 ci sono notizie varie di calcio (se ci sono altre notizie si usano le pagine successive). La pagina 229 ha notizie brevi sul calcio. Da pagina 230 a pagina 249 le notizie sui singoli club della Serie A, con una pagina dedicata a ciascuno (in ordine alfabetico). La 250 è una generica per le notizie sui club di Serie B. Le pagine dalla 251 alla 259 sono dedicate alla Serie D con classifiche, risultati e calendario delle partite.
- La 260 (fino all'estate 2003 era la 230) è la pagina principale degli altri sport. Da essa si arriva alle pagine di approfondimento (il numero delle pagine può variare in base alle notizie da dare). Alla 288 si trovano risultati e classifica del calcio femminile.
- Le pagine dalla 295 alla 298 contengono le classifiche (rispettivamente) della Premier League, della Bundesliga, di Ligue 1 e di LaLiga. La pagina 299 contiene le notizie brevi sugli altri sport.

### Istituzioni
Diverse istituzioni governative, ONLUS e fondazioni hanno una propria pagina in Televideo, attraverso le quali informano i cittadini sulla loro attività o su alcune informazioni di carattere generale.

### Altri contenuti
Televideo offre anche servizi di natura più leggera come le classifiche dei film più visti, i palinsesti dei canali televisivi e radiofonici, le previsioni meteorologiche, consigli per i viaggi e le vacanze, e per la lettura.
La guida TV e radio è disponibile dalla pagina 500 (460 nella versione regionale). Vi si trovano i palinsesti delle emittenti televisive nazionali più importanti e dei canali DTT della Rai. Inoltre è disponibile l'elenco completo dei film in onda nella giornata, con recensioni brevi e, per alcuni, più articolate. Televideo pubblica inoltre i palinsesti dei principali canali radiofonici della Rai (indicati come Radiouno, Radiodue, Radiotre anziché come Rai Radio 1, Rai Radio 2, Rai Radio 3) e delle radio tematiche Rai Radio Tutta Italiana, Rai Radio 3 Classica, Rai Radio Techetè, Rai Radio Live Napoli e Rai Radio Kids.
La guida TV e radio di Televideo è complementare ma non sostitutiva a quelle che ci sono nei settimanali o nei quotidiani, in quanto mancano le foto e si fornisce il palinsesto solo del giorno di consultazione e del successivo. Il vantaggio è che è aggiornata in tempo reale in caso di variazioni del palinsesto.
A pagina 530 compaiono gli ascolti giornalieri divisi per percentuale, numero di ascoltatori e programmi più visti.

### Servizi per persone sorde
Televideo offre anche importanti servizi per le persone con capacità uditive limitate o assenti, come la sottotitolazione in italiano dei programmi televisivi, visibile sintonizzandosi sul programma di interesse ed aprendo il Televideo alla pagina 777. I sottotitoli in inglese sono disponibili alla pagina 778, normalmente durante la visione dei film. Secondo dati della RAI, sui canali generalisti quasi il 95% dei programmi viene regolarmente sottotitolato (film e fiction, telegiornali,  programmi di intrattenimento ecc), a volte anche in inglese. Il servizio di sottotitoli per i film iniziò con La finestra sul cortile nel maggio del 1986, con Luciana Tucci per l'area editoriale e Alberto Perotti per l'area tecnica. Nel 2000, con l'apertura delle Olimpiadi di Sydney, sono sperimentati i sottotitoli elaborati in diretta, poi inseriti stabilmente nei TG, il primo con i sottotitoli in diretta è andato in onda nel dicembre 1999. A oggi tutte le edizioni dei TG sulle Reti 1,2, e 3 vengono sottotitolate, come anche una edizione di ciascun TG Regionale. Tra le date da ricordare c'è il dicembre 2007 in cui, in vista delle festività natalizie, inizia la sottotitolazione in diretta della S. Messa.
A pagina 779 è disponibile l'elenco dei programmi sottotitolati di tutta la settimana, dalla domenica al sabato. A pagina 771 vi è l'elenco dei programmi sottotitolati della giornata, mentre nelle tre pagine successive, divise tra le fasce di mattina, pomeriggio sera, sono indicizzati dettagli su di essi.
Inizialmente i programmi sottotitolati venivano annunciati dalle cosiddette signorine buonasera. A seguito della riduzione e poi della eliminazione di queste figure professionali femminili dai canali televisivi, si sono adottate apposite grafiche in sovrimpressione. Attualmente la sottotitolazione è attiva anche sui canali tematici (Rai Premium, Rai Movie, Rai Ragazzi) con circa 700 ore annue. 

### Servizi per persone cieche e ipovedenti
Grazie a convenzioni con diversi enti, Televideo è disponibile in versione Telesoftware per i non vedenti e le notizie di Ultim'ora possono essere ricevute via SMS sui telefonini che hanno richiesto il servizio. Nel 1985, agli inizi, il Telesoftware fu largamente usato per distribuire software gratuiti all'utenza che disponeva dei decoder appositi e dei primi Personal Computer. Il vantaggio di questa applicazione è sia tecnico (il protocollo è unidirezionale e non è possibile l'identificazione del ricevente) sia economico (non è necessaria una distribuzione punto-punto per ogni invio), ma il flusso dati realizzabile è limitato. il Telesoftware, oltre a permettere alle persone cieche e/o ipovedenti la fruizione dei testi di informazione e notizie di vario genere, ha garantito negli anni la creazione e la diffusione di un palinsesto dedicato a questa utenza con tipologie consolidate di prodotti come ad esempio libri elettronici, libri parlati (audiolibri), opere musicali classiche, opere multimediali, ed è stato di fatto l’antesignano degli attuali servizi accessibili distribuiti su web e nello specifico sul sito RAI EASY WEB.

## Edizioni regionali
Televideo è disponibile su Rai 3 in edizione regionale fin dal 1990 in occasione del mondiale. Il Televideo Regionale (TVR) condivide con l'edizione nazionale le sezioni delle notizie e dello sport (che vanno dalla pagina 101 a pagina 299), gli spazi del meteo e degli approfondimenti (da pagina 700 in poi) e la guida Tv e Radio (da pagina 460 a 478, in una versione "ridotta" rispetto a quella nazionale). Dalla 300 partono le pagine locali che riguardano le farmacie di turno, la programmazione dei cinema e dei teatri, i musei, il traffico, i trasporti, l'ambiente, il meteo e spazi di vari enti pubblici o associazioni. Parte qualificante dei servizi regionali sono le notizie di sport locali (circa 500 i campionati seguiti); introdotti nel 2008, grazie ad essi nel 2009 Televideo raggiunse il record di consultazioni della sua storia.
Il TVR ricevibile con la televisione terrestre è in edizione diversa per ogni regione d'Italia e per le due province autonome di Bolzano e di Trento, mentre quello ricevibile con la televisione satellitare è in un’unica edizione contenente una sintesi di tutti i ventuno TVR. Via satellite, infatti, non è possibile trasmettere un'edizione diversa per ogni regione d'Italia in quanto il segnale che copre tutta l'Italia è il medesimo.

## Direttori
- Giorgio Cingoli (1984-1991)[9][10]
- Aldo Bello (1991-1993)[11]
- Marcello Del Bosco (1991-1994)[12]
- Roberto Morrione (1994-1995)[13]
- Marcello Del Bosco (1995-1998)[12]
- Alberto Severi (1998-2002)[14]
- Antonio Bagnardi (2002-2013)[15]
- Monica Maggioni (2013-2015)[16]
- Mirella Marzoli (ad interim, 2015)
- Giancarlo Giojelli (ad interim, 2015-2016)
- Antonio Di Bella (2016-2020)
- Andrea Vianello (2020-2021)
- Paolo Petrecca (2021-2025)
- Federico Zurzolo (dal 2025)

La parte giornalistica del Televideo è curata dalla testata Rai News; quella che cura le altre pagine, definita Televideo Servizi, è curata dalla struttura Rai Pubblica Utilità, che comprende anche Meteo e Mobilità.

## Loghi

15 gennaio 1984-23 ottobre 2000
23 ottobre 2000-18 maggio 2010
Dal 18 maggio 2010